# Чегон
Чегон — село в Солонешенском районе Алтайского края, в составе Степного сельсовета.

## География
Село стоит на реке Чегон в 35 км к юго-востоку от села Солонешное.

## История
Село основано как заимка дёминских крестьян, в начале XX века.

## Население
| 1926 | 1997 | 1998 | 1999 | 2000 | 2001 |
| ---- | ---- | ---- | ---- | ---- | ---- |
| 258  | ↘108 | ↘98  | ↘83  | ↗90  | ↘81  |
| 2002 | 2003 | 2004 | 2005 | 2006 | 2007 |
| ↘68  | ↘59  | ↘48  | ↗51  | ↘48  | ↘44  |
| 2008 | 2009 | 2010 | 2011 | 2012 | 2013 |
| ↘40  | ↘38  | ↘36  | ↗41  | ↘35  | →35  |

Сегодня в селе проживает семь семей (35 человек). Из них работу имеют лишь трое мужчин, занятых в ООО «Агрохолдинг Солонешенский». Жители села занимаются подсобным хозяйством, выращивают скот.

## Инфраструктура
В селе работает небольшой магазин, реализующий товары первой необходимости. Ранее в населённом пункте работала небольшая база отдыха.
В селе имеется лишь один стационарный телефон, из-за особенностей рельефа местности сотовая телефонная связь недоступна жителям. Имеется также установленный в центре села таксофон.